# Schuldner (Film)
Schuldner ist ein Dokumentarfilm des DEFA-Studios für Kurzfilme von Volker Koepp aus dem Jahr 1971.

## Handlung
Das Stadtbezirksgericht Berlin-Prenzlauer Berg verhandelt im Kulturraum des VEB Kommunale Wohnungsverwaltung (KWV) unter dem Vorsitz der Richterin Frau Strober, mit erweiterter Öffentlichkeit, gegen die Mietschuldnerin Frau Scholz. Der Film dient dazu, das Problem der Mietschulden, das in der gesamten DDR existiert, zu erläutern. Dazu erklärt die Richterin vor der Kamera, dass bei vielen Schuldnern eine ideologische Unklarheit und laxe Auffassung zum Volkseigentum besteht. Das muss bekämpft werden, wozu auch die gesellschaftlichen Kräfte herangezogen werden müssen. Die Einwirkung auf den Mietschuldner ist bei diesen Einsätzen größer, als bei den Gerichtsverfahren. Der Sprecher klärt auf, dass es zum Zeitpunkt der Dreharbeiten allein in Berlin über drei Millionen Mark Mietschulden gibt. Vor allen Dingen gehen diese Verluste auf das Konto der Instandhaltung und der Reparaturen. Wenn es die Mietschulden nicht geben würde, könnte mehr Wohnraum und mehr Geld zur Werterhaltung zur Verfügung gestellt werden.
Das bedeutet, dass die Schuldner erzogen werden müssen. Deshalb führen die Mitarbeiter der KWV regelmäßig Einsätze zur Mieteintreibung durch, die etwa zehn Prozent der Arbeitszeit der Kollegen in Anspruch nehmen. Das kostet allein der KWV im Prenzlauer Berg jährlich 165.000 Mark, dabei sind die ehrenamtlichen Helfer nicht berücksichtigt. Es fehlt also nicht nur das Geld der Schuldner, sondern sie verursachen auch noch zusätzliche Kosten. Natürlich ist das für die Mahner keine angenehme Aufgabe die Mieten einzutreiben, denn die Ausreden, die sie sich anhören müssen, sind beschämend, da sie Ausdruck der Gleichgültigkeit und ein Verstoß gegen die sozialistische Moral sind. Häufig hört man, dass eine Feierlichkeit, wie Weihnachten vor der Tür steht, eine Urlaubsreise oder der Kauf eines Autos geplant ist, aber oft lassen sich die Mieter von ihren Kindern schon an der Wohnungstür verleugnen.
Nach der Gerichtsverhandlung wird noch eine Diskussion über das Thema durchgeführt. Ein Lehrer spricht von einer kinderreichen Familie, bei der die Hausgemeinschaft es durchsetzen konnten, dass denen ein Mietzuschuss gezahlt wurde, der jedoch umgehend in die Kneipe getragen wurde. So steigerten sich die Schulden von 800,- Mark auf 2290,- Mark, zusammen mit den Mietschulden einer weiteren Familie aus dem Haus ergibt das eine Summe von 4770,- Mark. Diese und andere Beispiele werden von den Anwesenden verurteilt und härtere Maßnahmen gefordert. Es gibt sogar Forderungen, diese Schuldner in minderwertige Wohnungen einzuweisen. Mehrfach handelt es sich um keine Niedrigverdiener, sondern die Mieter verdienen gut bis sehr gut. Es geht einfach nicht, dass diese Leute sich auf Kosten der Gesellschaft durchs Leben schlagen.

## Produktion
Der Schwarzweißfilm Schuldner wurde von der Künstlerischen Arbeitsgruppe Industrie- und Werbefilme im Auftrag des VEB Kommunale Wohnungsverwaltung Berlin-Prenzlauer Berg produziert.